# 기상 관측 기구

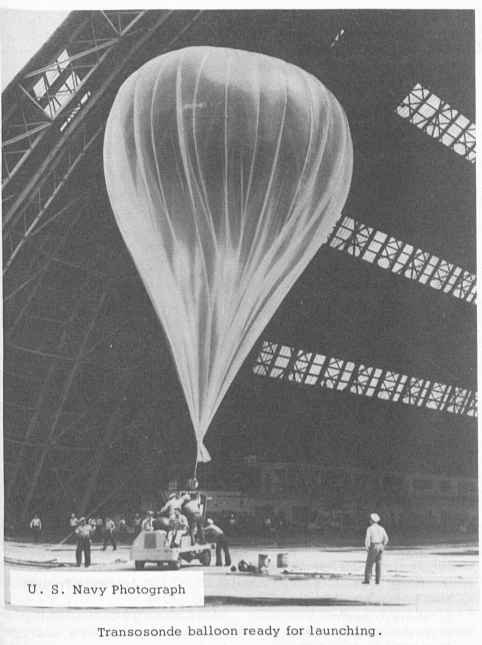

기상 관측 기구 또는 웨더 볼룬(weather balloon), 사운딩 볼룬(sounding balloon)은 라디오존데라고 불리는 소모성 측정 기구를 성층권으로 운반하여 대기압, 온도, 습도 및 풍속에 대한 정보를 작은 방법으로 보내는 풍선(구체적으로는 고고도 풍선의 일종)이다. 바람 데이터를 얻으려면 레이더, 무선 방향 찾기 또는 내비게이션 시스템(예: 위성 기반 GPS)을 사용하여 추적할 수 있다. 오랜 시간 동안 일정한 고도에 머물도록 고안된 풍선은 트랜스소존데(transosonde)로 알려져 있다. 계측기 팩을 운반하지 않는 기상 관측 기구는 상층의 바람과 구름층의 높이를 결정하는 데 사용된다. 이러한 풍선의 경우 경위의 위치나 토탈 스테이션을 사용하여 풍선의 방위각과 고도를 추적한 다음 해당되는 경우 예상 풍속과 방향 및 구름 높이로 변환한다.
기상 관측 기구는 현재 상태를 진단하는 데 사용되는 관찰뿐만 아니라 일기 예보를 위한 인간 예측가 및 컴퓨터 모델에 의해 전 세계적으로 발사된다. 전 세계 900~1,300개 위치에서 매일 2~4회 정기적으로 기구를 날린다.

## 같이 보기
- 미확인비행체